# Helena Westermarck
Helena Charlotta Westermarck, född 20 november 1857 i Helsingfors, död där 5 april 1938, var en finlandssvensk konstnär, författare och kvinnosakskvinna. Hon var äldre syster till Edvard Westermarck.  

## Biografi
Westermarck föddes i en familj där hennes far, Nils Christian Westermarck, var en universitetskamrer och hennes mor, Constance Maria Gustafva Blomqvist. Hon ägnade sig tidigt åt konststudier och vistades i flera år i Frankrike, där hon samarbetade med Helene Schjerfbeck. Hon vann erkännande för tavlor utställda i Helsingfors och Paris och vid världsutställningen i Paris 1889 fick hon ett hedersomnämnande för tavlan Strykerskor. Tavlan chockerade konstlivet i Finland eftersom den ansågs vara ytterst radikal. Kritikerna ansåg att målningens två tjänstekvinnor var för fula för att förevigas på ett konstverk och att det inte anstod en kvinnlig konstnär att måla sådana tavlor. 
Westermarck tillhörde kvinnorörelsen och verkade aktivt för kvinnornas rättigheter, bland annat rösträtten. Då Kvinnosaksförbundet Unionen grundades år 1892 valdes hon till dess första sekreterare. Hon var också med och startade föreningens tidskrift Nutid. Westermarck var tidskriftens första redaktör under åren 1895–1897 och medarbetade även senare där.
Utöver tidningsverksamheten föreläste hon i ämnet och arbetade som lärare i teckning vid Helsingfors hantverksskola 1882–1897. 
Författarskapet kom emellertid att bli hennes huvuduppgift och för berättelsen Lifvets seger (1898) fick hon ett av statens litterära pris. Mest uppmärksammad blev romantrilogin Tecken och minnesskrift från adertonhundratalet med I fru Ulrikas hem 1900, Ljud i natten 1903 och Vandrare 1911, som var en historisk familjeroman om tre kvinnogenerationer. 
Westermarck gjorde även en betydande insats som forskare genom sina kulturhistoriska verk, särskilt en rad biografier över kvinnliga pionjärgestalter. Hon prisbelönades av Svenska litteratursällskapet i Finland för en biografi över Elisabeth Blomqvist som utkom 1916–1917.
Postumt utgavs självbiografin Mina levnadsminnen 1941.
Helena Westermarck ligger begravd på den gamla delen av Sandudds begravningsplats i Helsingfors.

## Målningar

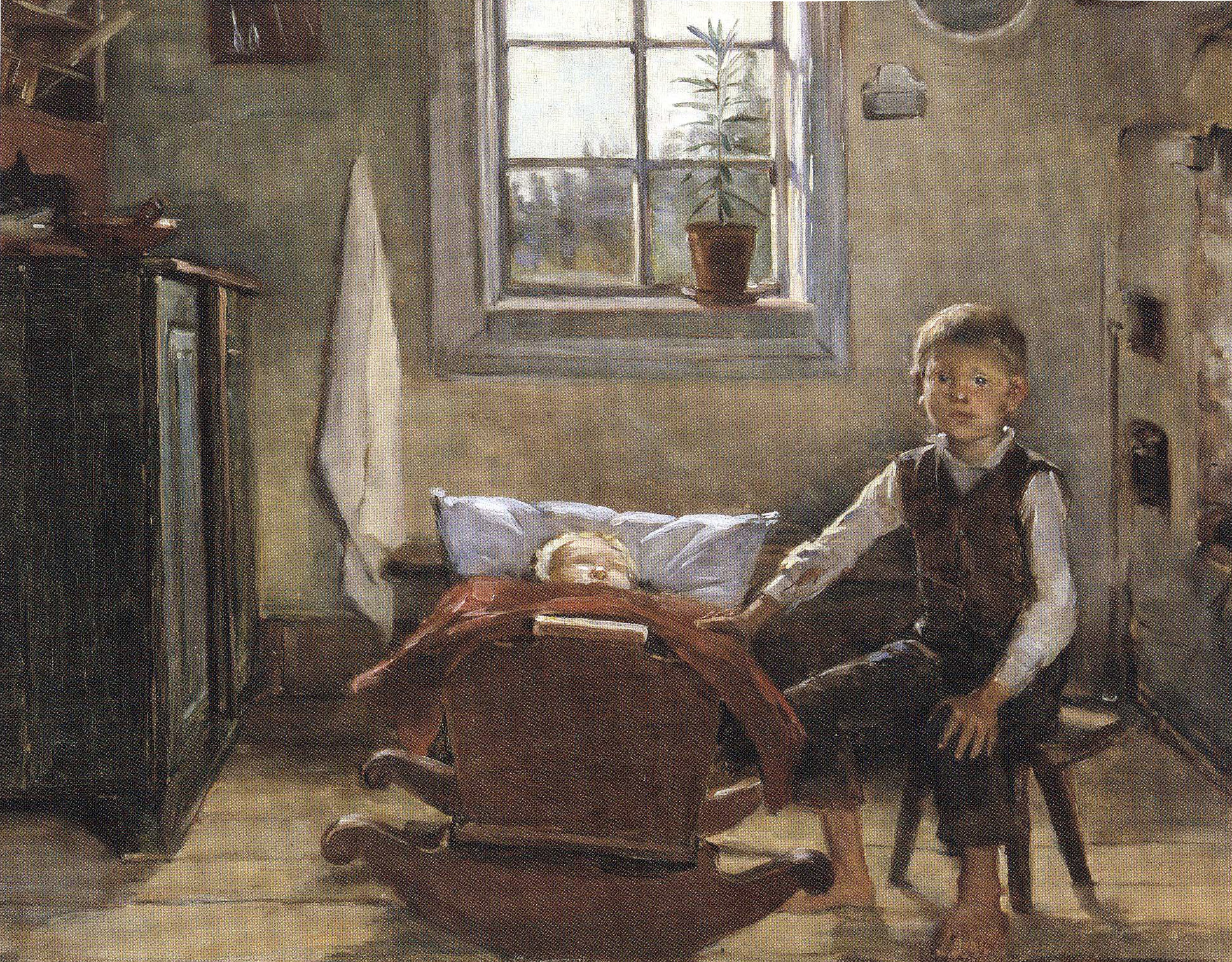
Lapsia tuvassa
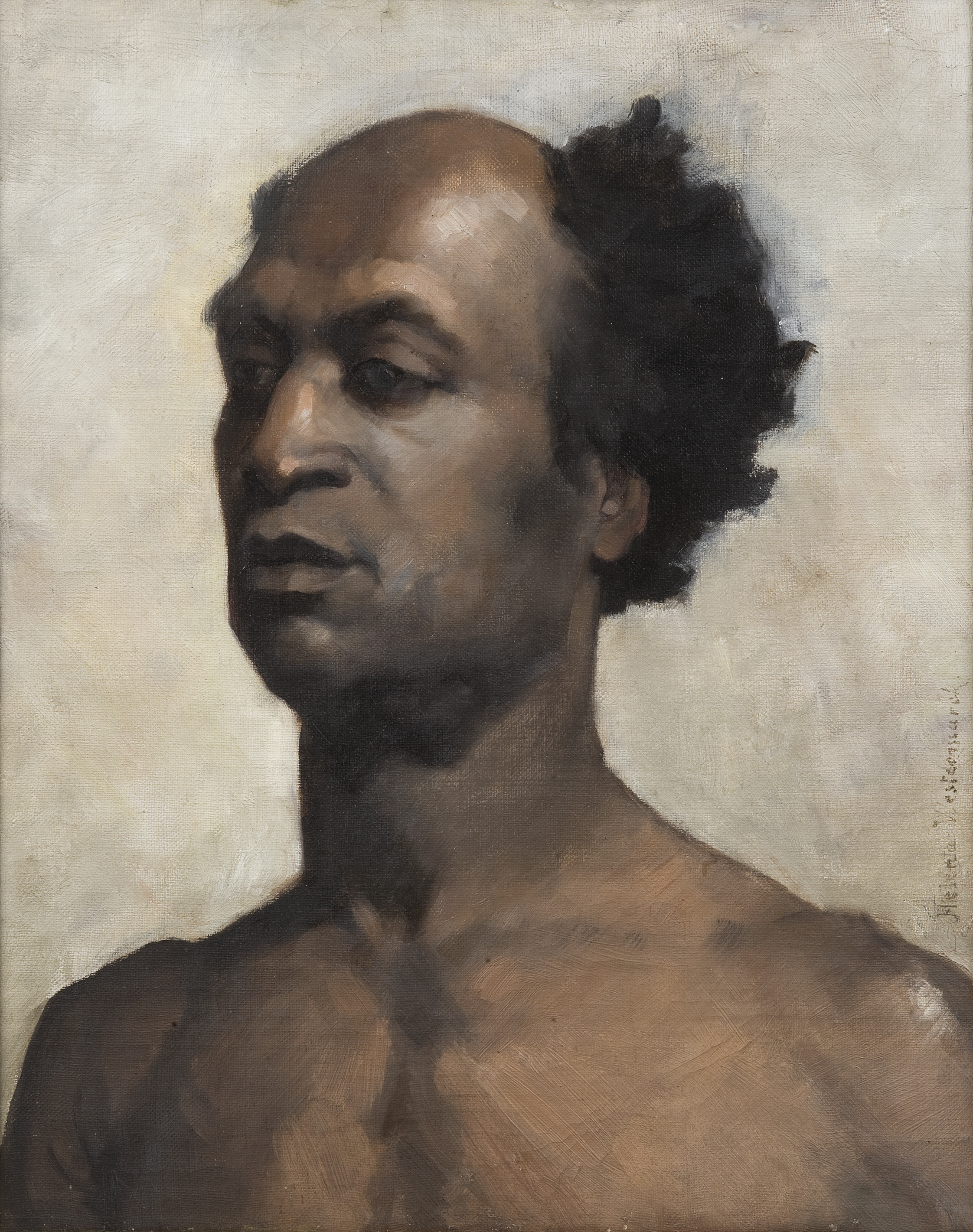
Abessinier 1880
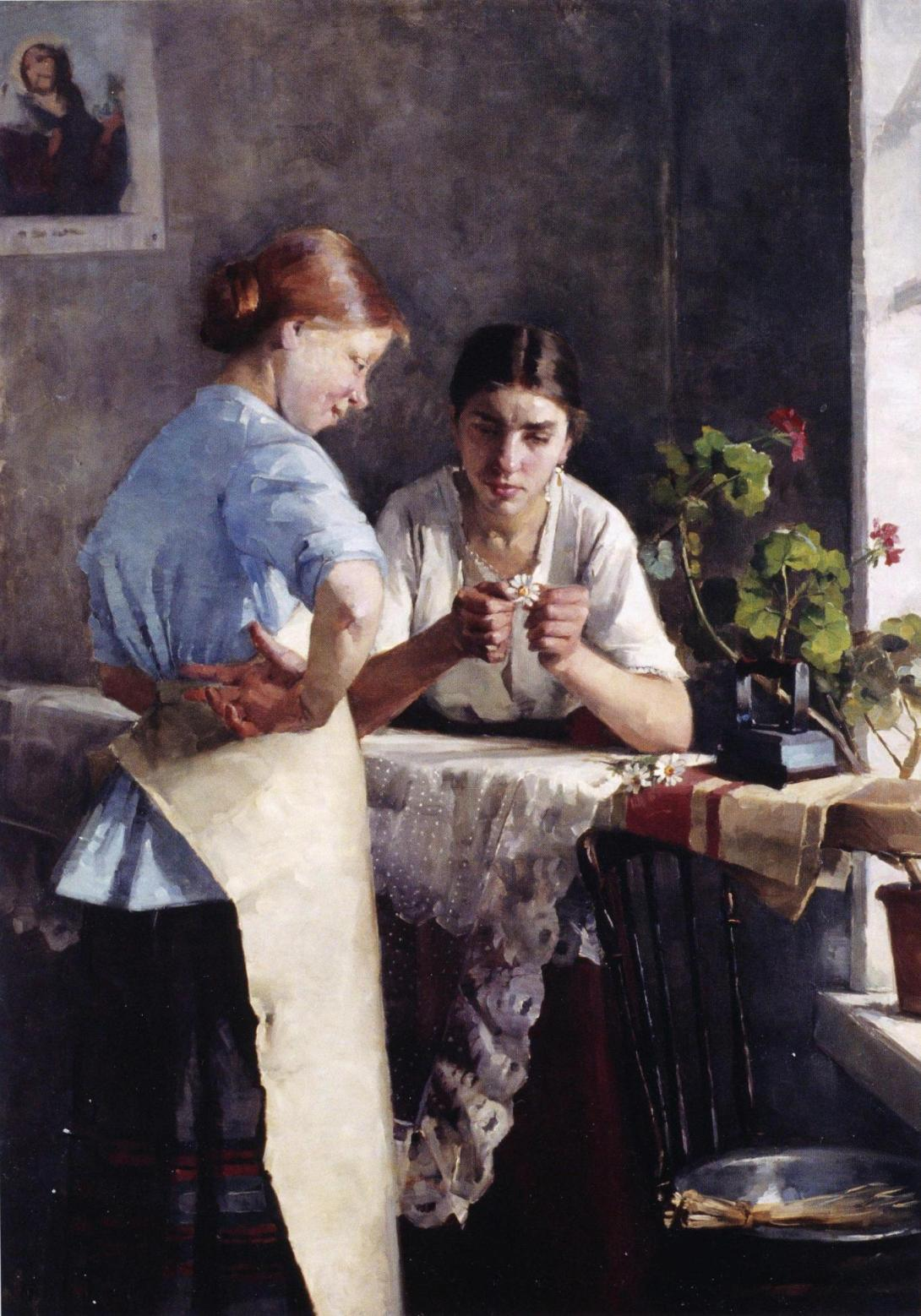
Strykerskor 1883
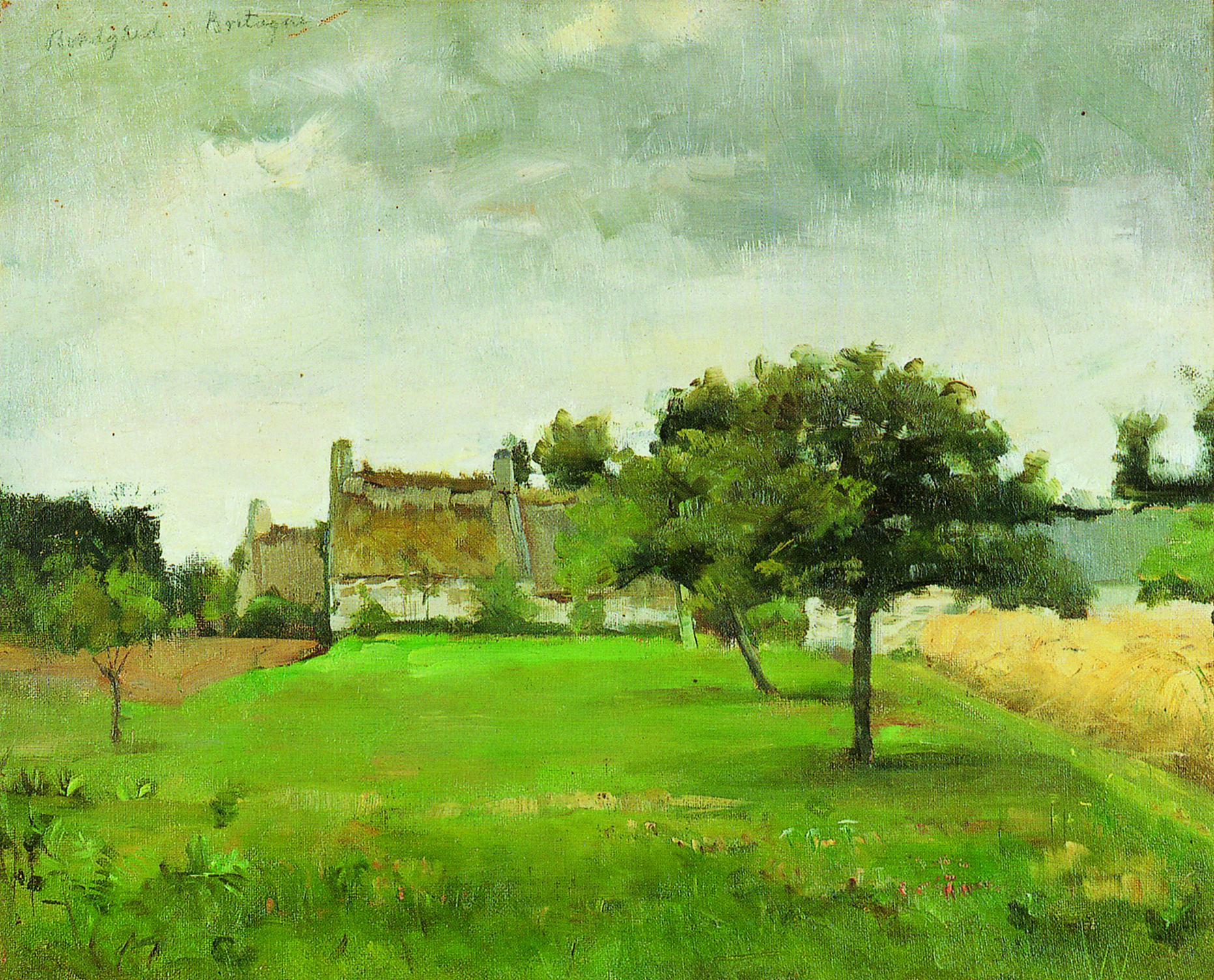
Bondgård i Bretagne 1884
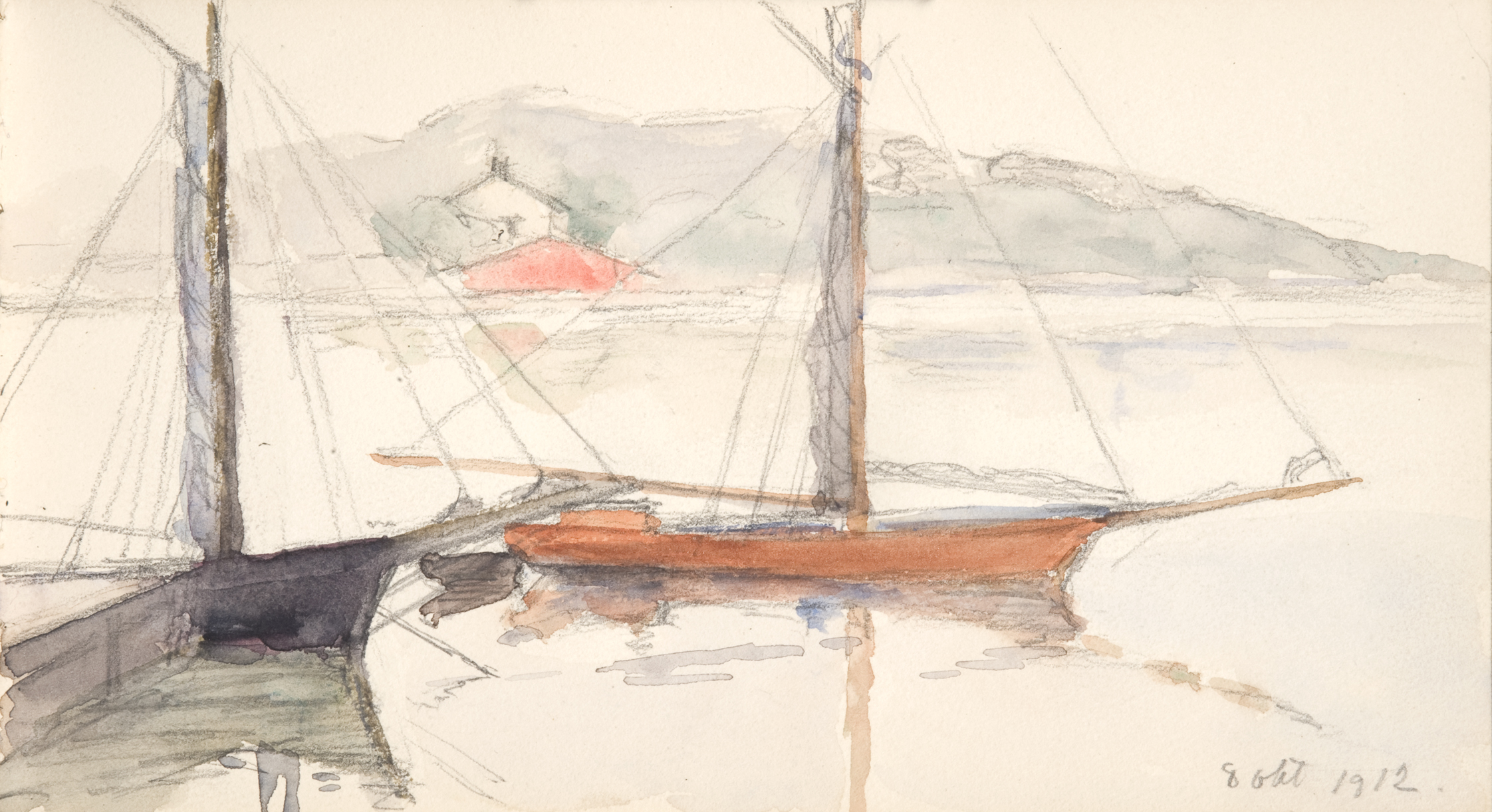
Segelbåtar förtöjda i Brunnsparken 1912
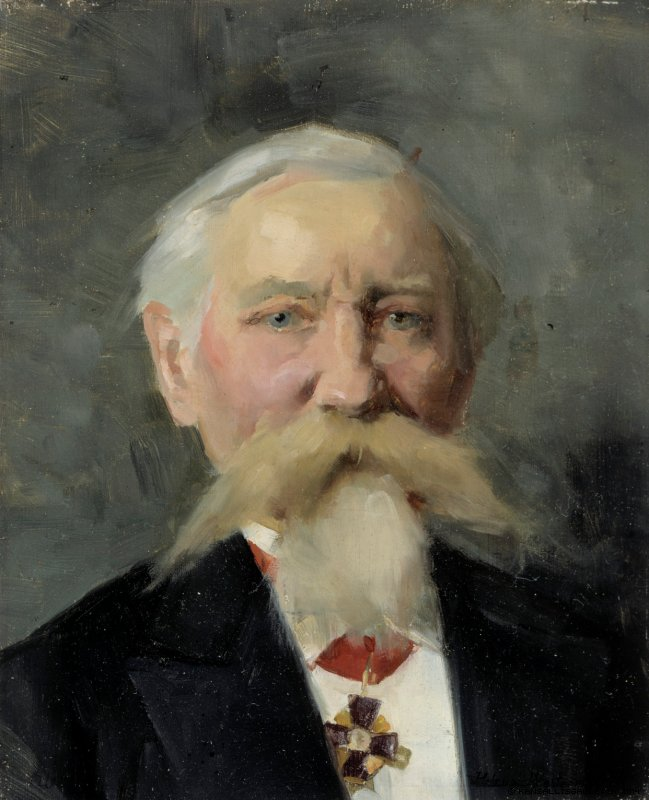
General Albert Westermarck

### Skönlitteratur
- Ur studieboken 1–2: Berättelser och utkast. Borgå, Helsingfors: Söderström. 1890-1891. Libris 1246977. https://runeberg.org/whstudie/
- Ur studieboken 1: Berättelser och utkast. Borgå: Söderström. 1890. Libris 20696314. http://hdl.handle.net/2077/52220
- Ur studieboken 2: Berättelser och utkast. Helsingfors: Söderström. 1891. Libris 20904208. http://hdl.handle.net/2077/52600
- Framåt: Berättelse. Stockholm: Bonnier. 1894. Libris 1627420. https://runeberg.org/whframat
- Nyländska folksagor berättade för ungdom. Helsingfors. 1897–1913. Libris 3169331
- Lifvets seger: Berättelse. Helsingfors: Söderström. 1898. Libris 22549437 Fulltext: Göteborgs universitetsbibliotek, Projekt Runeberg.
- I fru Ulrikas hem: Interiör från farmödrarnas tid. Teckningar och minnesskrift från 1800-talet, 1. Stockholm: Bonnier. 1900. Libris 22549217 Fulltext: Göteborgs universitetsbibliotek, Projekt Runeberg.
- Ljud i natten: Berättelse. Tecken och minnesskrift från adertonhundratalet, 2. Stockholm: Bonnier. 1903. Libris 1729068. https://runeberg.org/whljud/
- Dolda makter: Bilder och hägringar. Helsingfors: Söderström. 1905. Libris 3169336. https://runeberg.org/whdolda
- Bönhörelse: En historia. Helsingfors: Söderström. 1909. Libris 3379472. https://runeberg.org/hwbonhor
- Vandrare: Roman. Teckningar och minnesskrift från 1800-talet, 3. Helsingfors: Söderström. 1911. Libris 3379505. https://runeberg.org/whvandrare
- Vägvisare: Berättelse. Helsingfors: Söderström. 1922. Libris 3169342. https://runeberg.org/whvafvis
- Pipping, Rolf, red (1951). Berättelser i urval. Helsingfors: Söderström. Libris 3169330

### Varia
- George Eliot och den engelska naturalistiska romanen: En litterär studie. Helsingsfors: Hagelstam. 1894. Libris 1989653
- Fredrika Runeberg: En litterär studie. Helsingfors. 1904. Libris 2294292. https://runeberg.org/frruneberg
- Fredrika Runeberg: Ett föredrag. Föreningen Marthas skrifter. Helsingfors. 1912. Libris 3169340
- Kvinnospår: Kulturbilder från 1800-talets förra del. Helsingfors. 1913. Libris 1857553
- Om kvinnorörelsen och dess uppkomst: Föredrag hållet i svenska kvinnoförbundet. Helsingfors. Svenska kvinnoförbundets föredragsserie, 3. Helsingfors. 1913. Libris 3169334
- Nyland i skaldernas sång och saga. [Nyland.] Hembygdsforskningens vänner i Nyland, [1]. Helsingfors. 1915. Libris 3169339
- Elisabeth Blomqvist 1–2: Hennes liv och gärning. En biografisk studie, enligt brev och dagboksanteckningar. Helsingfors. 1916–1917. Libris 2280530. https://runeberg.org/eblomqvist
- Mathilda Rotkirch, Finlands första målarinna: En kulturbild. Helsingfors: Söderström. 1926. Libris 1773616
- Adelaide Ehrnrooth: Kvinnospår i Finländskt kulturliv. Helsingfors. 1928. Libris 1773618. https://runeberg.org/aehrnrooth/
- Finlands första kvinnliga läkare Rosina Heikel. Kvinnospår i finländskt kulturliv. Helsingfors. 1930. Libris 3169335. https://runeberg.org/whfinlakar/
- Tre konstnärinnor: Fanny Churberg, Maria Wiik och Sigrid af Forselles. Helsingfors. 1937. Libris 1773621. https://runeberg.org/trekonstn
- Mina levnadsminnen. Åbo. 1941. Libris 514416